# Alex Behring
Alex Behring (1967 –) amerikai-brazil üzletember. A 3G Capital társalapítója és partnere, a Restaurant Brands International gyorsétterem-hálózat elnöke, az Anheuser-Busch InBev sörgyár igazgatója, és az egyesülő Kraft Heinz Company elnöke is. Amerikában él.